# San Matías (Honduras)
San Matías es un municipio del departamento de El Paraíso en la República de Honduras.

## Toponimia
Su nombre es en honor a Matías el Apóstol. santo de la iglesia católica.

## Límites
Está situado en una extensión de terreno quebrado, regado por los Río San Marcos y Río Azul y cerca del Cerro Zopilotepe.
| Orientación | Límite                              |
| ----------- | ----------------------------------- |
| Norte       | Municipio de Jacaleapa, El Paraíso  |
| Norte       | Municipio de Danlí, El Paraíso      |
| Sur         | Municipio de Alauca, El Paraíso     |
| Sur         | Municipio de El Paraíso, El Paraíso |
| Este        | Municipio de Danlí, El Paraíso      |
| Oeste       | Municipio de Yuscarán, El Paraíso   |

## Historia
En 1887, en el censo de población de 1887 aparece como aldea de Danlí,
En 1926 (20 de marzo), se creó el Municipio, dándole el nombre de San Matías por la devoción a su patrono.

## División Política
Aldeas: 9 (2013)
Caseríos: 27 (2013)
| Código | Aldea                                  |
| ------ | -------------------------------------- |
| 071301 | San Matías (la cabecera del municipio) |
| 071302 | Corral Falso                           |
| 071303 | El Espinito                            |
| 071304 | El Guayacán                            |
| 071305 | El Robledal                            |
| 071306 | La Concepción                          |
| 071307 | Las Tunas                              |
| 071308 | San Jerónimo                           |
| 071309 | Santa Rosa                             |